# Мала Горка (Підосиновський район)
Мала Го́рка (рос. Малая Горка) — присілок у складі Підосиновського району Кіровської області, Росія. Входить до складу Яхреньзького сільського поселення.
Населення становить 14 осіб (2010, 25 у 2002).
Національний склад станом на 2002 рік — росіяни 100 %.